# Gigantopithecus
Gigantopitek (Gigantopithecus) – wymarły rodzaj ssaków naczelnych z rodziny człowiekowatych (Hominidae), który żył milion do trzystu tysięcy lat temu, na obszarze dzisiejszych Chin, Indii i Wietnamu obok innych gatunków hominidów. Zachowane skamieniałości sugerują, że Gigantopithecus blacki był największą małpą człekokształtną, jaka kiedykolwiek żyła, osiągającą do 3 m wysokości i 540 kg masy ciała.

## Etymologia
- Gigantopithecus: gr. γιγας gigas, γιγαντος gigantos „ogromny, olbrzymi”[8]; πιθηκος pithēkos „małpa”[9].
- Gigantanthropus (Giganthropus): gr. γιγας gigas, γιγαντος gigantos „ogromny, olbrzymi”[8]; ανθρωπος anthrōpos  „człowiek”[10]. Nowa nazwa dla Gigantopithecus Koenigswald, 1935.

## Gatunki
- Gigantopithecus blacki Koenigswald, 1935

## Wyginięcie
Grupa naukowców w artykule opublikowanym w 2024 roku na łamach „Nature” sugeruje, że Gigantopithecus wyginął przez zmiany klimatu; 2,3 miliona lat temu środowisko stanowiło mozaikę lasów i traw, co zapewniało idealne warunki dla dobrze prosperujących populacji G. blacki. Jednak między 295 000 a 215 000 lat temu wystąpiła zwiększona zmienność środowiska spowodowana zwiększoną sezonowością, co spowodowało zmiany w zbiorowiskach roślinnych i wzrost otwartych środowisk leśnych, do których G. blacki nie był w stanie się przystosować w przeciwieństwie do występującego wraz z nim Pongo weidenreichi.

## Kryptozoologia
Niektórzy kryptozoolodzy uważają, że gigantopitekami są takie istoty jak Yeti, Wielka Stopa, Yowie, Yeren i Skunk ape.